# Stadion Ahmed ibn Ali
Stadion Ahmed ibn Ali (arap. ملعب أحمد بن علي),  popularno poznat kao stadion Al-Rajan, višenamenski je stadion u katarskom gradu Al Rajanu, Katar. Trenutno se koristi uglavnom za fudbalske utakmice i dom je sportskih klubova Al-Rajan i Al-Karitijat. Stadion je nazvan po Ahmedu bin Ali Al Taniju, emiru Katara od 1960. do 1972. godine. Bivši stadion, izgrađen 2003. godine, imao je kapacitet od 21.282 sedišta i srušen je 2015. godine. Novi stadion Al Rajan ima kapacitet od 50.000 mesta.

## Izgradnja za FIFA Svetsko prvenstvo u Kataru
Stadion Ahmed ibn Ali je jedan od osam stadiona koji su renovirani za FIFA Svetsko prvenstvo u Kataru 2022. 
Bivši stadion Ahmed ibn Ali srušen je 2015. godine   kako bi se napravio prostor za stadion Al Rajan. Predviđa se da će 90 procenata ruševina nastalih rušenjem stadiona biti ponovo korišćeno, ili za novi stadion ili za javne umetničke projekte.
Izgradnja novog stadiona počela je početkom 2016. godine, zahvaljujući zajedničkom ulaganju “Al-Balagh” i “Larsen & Toubro”. Posle Svetskog prvenstva kapacitet stadiona će biti smanjen na 21.000 mesta. Novi stadion je izgrađen za Svetsko prvenstvo u fudbalu 2022, čiji će Katar biti domaćin.
Renoviranje uključuje ogromnu 'medijsku fasadu' sa membranom koja će služiti kao ekran za projekcije, vesti, reklame, sportske novosti, aktuelne informacije o turnirima i mečeve. Kapacitet stadiona je povećan na 40.740, a sva sedišta su zasenčena.
Stadion je otvoren 18. decembra 2020. godine, za Dan državnosti Katara, i tačno dve godine pre nego što će zemlja biti domaćin finala Svetskog prvenstva u fudbalu 2022. godine. Stadion je bio jedno od dva koja su korištena za Svetsko klupsko prvenstvo u fudbalu 2020. godine. 
Na ovom stadionu su odigrane četiri utakmice FIFA arapskog kupa 2021.

## Svetsko prvenstvo u fudbalu 2022
Na stadionu Ahmed ibn Ali odigraće se sedam utakmica tokom Svetskog prvenstva u fudbalu 2022.
| Datum             | Vreme | Tim br.1  | Rezultat | Tim br.2   | Runda         | Pohađanje |
| ----------------- | ----- | --------- | -------- | ---------- | ------------- | --------- |
| 21. novembar 2022 | 22:00 | SAD       | 1 : 1    | Vels       | Grupa B       | 43.418    |
| 23. novembar 2022 | 22:00 | Belgija   | 1 : 0    | Kanada     | Grupa F       | 40.432    |
| 25. novembar 2022 | 13:00 | Vels      | 0 : 2    | Iran       | Grupa B       | 40.875    |
| 27. novembar 2022 | 13:00 | Japan     | 0 : 1    | Kostarika  | Grupa E       | 41.479    |
| 29. novembar 2022 | 22:00 | Vels      | 0 : 3    | Engleska   | Grupa B       | 44.297    |
| 1. decembar 2022  | 18:00 | Hrvatska  | 0 : 0    | Belgija    | Grupa F       | 43.984    |
| 3. decembar 2022  | 22:00 | Argentina | 2 : 1    | Australija | Osmina finala | 45.032    |

## Spoljašnje veze
- Al-Rayyan Stadium Project Архивирано на веб-сајту  (31. јул 2019)